# Rupert Wynne-James
Rupert Wynne-James est un acteur britannique né en 1962 à Chipping Norton en Angleterre.

## Filmographie

### Cinéma
- 2008 : L'Araignée rouge : le deuxième invité
- 2008 : Cash : un homme dans le bus
- 2008 : L'Ennemi public n° 1 : un client de la boîte de nuit
- 2010 : The Damned Soul : l'ange
- 2010 : Kiss and Kill : un invité
- 2010 : Libre échange : Charmeur
- 2011 : W.E. : Cabanieri
- 2011 : Dead End : le réalisateur
- 2012 : Rock N Roll Over : le présentateur
- 2012 : Populaire : l'assistant
- 2012 : Taking Wings Out of Wasteland : le mari
- 2012 : Adam : le père
- 2013 : Madoff: Made Off with America : un anglais
- 2014 : 3 Days to Kill : le père de Hugh
- 2014 : Grace de Monaco : un invité
- 2014 : The Black Case : un agent du FBI
- 2014 : Félix et les Loups : un membre de la secte
- 2015 : The Red Scare : un agent du FBI
- 2015 : Shades of Truth : Philip Curtis
- 2015 : Je suis Utterly Stupid
- 2016 : Beauty : un agent
- 2016 : Escalators
- 2017 : L'Histoire étrange et fort mal connue de la crampe d'Azincourt : Capitaine Hastings
- 2017 : Mothers : Frère Emmanuel
- 2018 : Le 15 h 17 pour Paris : un invité de l'Élysée
- 2018 : The Amazings : l'agoraphobe
- 2018 : Rémi sans famille : un policier anglais
- 2019 : Anna : un homme dans la voiture
- 2020 : 10 jours sans maman : l'actionnaire du sud
- 2020 : L'Homme qui a vendu sa peau : Martin
- 2021 : The Big Cut : David Foster
- 2021 : The House of Gaunt : Marvolo Gaunt
- 2023 : Business Class : Lawrence
- 2024 : Monsieur Aznavour : Frank Sinatra
- 2024 : Out for Vengeance : Vadim Bulgarov
- 2025 : The Devil's Banker  Serge Porter
- 2025 : The Complicated Man : Stephen Greenstreet
- 2025 : The Sleepwalker : David Jacobson
- 2025 : Phantom Manor: The Bride's Song : Henry Ravenswood

### Télévision
- 2009 : Romy Schneider : un asistant
- 2014 : Rosemary's Baby : le membre de la secte (2 épisodes)
- 2015 : Paris : un homme d'affaires (1 épisode)
- 2016 : La Stagiaire : M. Van Buren (1 épisode)
- 2016 : Innocente : un client (1 épisode)
- 2020 : Mirage : un instructeur de sécurité (1 épisode)
- 2020 : Devils : James Sherman (2 épisodes)
- 2022 : INK : M. Smith (6 épisodes)
- 2023 : Cannes police criminelle : Hillary St John (1 épisode)
- 2024 : La Peste : un client de l'hôtel Exode (1 épisode)